# Not Too Late
Not Too Late is het derde album van de Amerikaanse jazzzangeres Norah Jones en de Handsome Band (bestaande uit Lee Alexander, Adam Levy, Kevin Breit, Andrew Borger, en Daru Oda). Het album werd op 30 januari 2007 door Blue Note uitgebracht.

## Geschiedenis
Het album is het eerste album met uitsluitend Jones' eigen teksten. De liedjes zijn wellicht wat donkerder dan die van de eerdere albums, maar naar haar gevoel staan deze nummers dichter bij haarzelf. Op het album staat het nummer "My Dear Country", een satire die zij schreef in de aanloop naar de presidentiële verkiezingen in de VS in 2004.
Het album behaalde een nummer 1-positie in twintig landen. Binnen een week waren er 720.000 exemplaren verkocht.

## Lijst van nummers
1. "Wish I Could" (Norah Jones, Lee Alexander)
2. "Sinkin' Soon" (Alexander, Jones)
3. "The Sun Doesn't Like You" (Jones, Alexander)
4. "Until the End" (Jones, Alexander)
5. "Not My Friend" (Jones)
6. "Thinking About You" (Jones, Ilhan Ersahin)
7. "Broken" (Jones, Alexander)
8. "My Dear Country" (Jones)
9. "Wake Me Up" (Jones, Alexander)
10. "Be My Somebody" (Jones)
11. "Little Room" (Jones)
12. "Rosie's Lullaby" (Jones, Daru Oda)
13. "Not Too Late" (Jones, Alexander)
14. "2 Men" (Jones, Alexander) (Japan bonus track)

### Luxeversie (omvat de cd plus een dvd)
1. "Thinking About You" – muziekvideo
2. "Sinkin' Soon" – muziekvideo
3. "Until the End" – muziekvideo
4. "Thinking About You" – video: the making of...
5. "Sinkin' Soon" – video: the making of...
6. "Live Performances" – optreden, gefilmd in Burbank (Californië) in november 2006
7. "12 minutes interview" – interview met Norah Jones

## Hitnotering
| "Not Too Late" in de Nederlandse Album Top 100 – binnen: 03-02-2007 | "Not Too Late" in de Nederlandse Album Top 100 – binnen: 03-02-2007 | "Not Too Late" in de Nederlandse Album Top 100 – binnen: 03-02-2007 | "Not Too Late" in de Nederlandse Album Top 100 – binnen: 03-02-2007 | "Not Too Late" in de Nederlandse Album Top 100 – binnen: 03-02-2007 | "Not Too Late" in de Nederlandse Album Top 100 – binnen: 03-02-2007 | "Not Too Late" in de Nederlandse Album Top 100 – binnen: 03-02-2007 | "Not Too Late" in de Nederlandse Album Top 100 – binnen: 03-02-2007 | "Not Too Late" in de Nederlandse Album Top 100 – binnen: 03-02-2007 | "Not Too Late" in de Nederlandse Album Top 100 – binnen: 03-02-2007 | "Not Too Late" in de Nederlandse Album Top 100 – binnen: 03-02-2007 | "Not Too Late" in de Nederlandse Album Top 100 – binnen: 03-02-2007 | "Not Too Late" in de Nederlandse Album Top 100 – binnen: 03-02-2007 | "Not Too Late" in de Nederlandse Album Top 100 – binnen: 03-02-2007 | "Not Too Late" in de Nederlandse Album Top 100 – binnen: 03-02-2007 | "Not Too Late" in de Nederlandse Album Top 100 – binnen: 03-02-2007 | "Not Too Late" in de Nederlandse Album Top 100 – binnen: 03-02-2007 | "Not Too Late" in de Nederlandse Album Top 100 – binnen: 03-02-2007 | "Not Too Late" in de Nederlandse Album Top 100 – binnen: 03-02-2007 | "Not Too Late" in de Nederlandse Album Top 100 – binnen: 03-02-2007 | "Not Too Late" in de Nederlandse Album Top 100 – binnen: 03-02-2007 | "Not Too Late" in de Nederlandse Album Top 100 – binnen: 03-02-2007 | "Not Too Late" in de Nederlandse Album Top 100 – binnen: 03-02-2007 | "Not Too Late" in de Nederlandse Album Top 100 – binnen: 03-02-2007 | "Not Too Late" in de Nederlandse Album Top 100 – binnen: 03-02-2007 | "Not Too Late" in de Nederlandse Album Top 100 – binnen: 03-02-2007 | "Not Too Late" in de Nederlandse Album Top 100 – binnen: 03-02-2007 | "Not Too Late" in de Nederlandse Album Top 100 – binnen: 03-02-2007 |
| Week                                                                | 01                                                                  | 02                                                                  | 03                                                                  | 04                                                                  | 05                                                                  | 06                                                                  | 07                                                                  | 08                                                                  | 09                                                                  | 10                                                                  | 11                                                                  | 12                                                                  | 13                                                                  | 14                                                                  | 15                                                                  | 16                                                                  | 17                                                                  | 18                                                                  | 19                                                                  | 20                                                                  | 21                                                                  | 22                                                                  | 23                                                                  | 24                                                                  | 25                                                                  | 26                                                                  |                                                                     |
| ------------------------------------------------------------------- | ------------------------------------------------------------------- | ------------------------------------------------------------------- | ------------------------------------------------------------------- | ------------------------------------------------------------------- | ------------------------------------------------------------------- | ------------------------------------------------------------------- | ------------------------------------------------------------------- | ------------------------------------------------------------------- | ------------------------------------------------------------------- | ------------------------------------------------------------------- | ------------------------------------------------------------------- | ------------------------------------------------------------------- | ------------------------------------------------------------------- | ------------------------------------------------------------------- | ------------------------------------------------------------------- | ------------------------------------------------------------------- | ------------------------------------------------------------------- | ------------------------------------------------------------------- | ------------------------------------------------------------------- | ------------------------------------------------------------------- | ------------------------------------------------------------------- | ------------------------------------------------------------------- | ------------------------------------------------------------------- | ------------------------------------------------------------------- | ------------------------------------------------------------------- | ------------------------------------------------------------------- | ------------------------------------------------------------------- |
| Nummer                                                              | 1                                                                   | 1                                                                   | 1                                                                   | 1                                                                   | 2                                                                   | 1                                                                   | 4                                                                   | 6                                                                   | 2                                                                   | 9                                                                   | 11                                                                  | 18                                                                  | 23                                                                  | 24                                                                  | 19                                                                  | 16                                                                  | 19                                                                  | 32                                                                  | 37                                                                  | 42                                                                  | 43                                                                  | 56                                                                  | 51                                                                  | 52                                                                  | 58                                                                  | 58                                                                  | uit                                                                 |